# Lỗ Điệu công
Lỗ Điệu công (chữ Hán: 魯哀公, trị vì 467 TCN-437 TCN), tên thật là Cơ Ninh (姬寧), là vị vua thứ 28 của nước Lỗ - chư hầu nhà Chu trong lịch sử Trung Quốc.
Cơ Ninh là con trai của Lỗ Ai công, vị vua thứ 27 của nước Lỗ. Năm 468 TCN, Tam hoàn chống lại Lỗ Ai công, Ai công chạy sang nước Việt, người nước Lỗ lập Cơ Ninh làm vua, tức Lỗ Điệu công.
Sử sách ghi chép rất ít về hành trạng của ông trong thời gian ở ngôi cũng như những sự việc xảy ra tại nước Lỗ dưới thời Điệu công.
Năm 437 TCN, Lỗ Điệu công mất. Con ông là Cơ Gia lên nối ngôi, tức là Lỗ Nguyên công.